# Adolf III van Nassau-Wiesbaden
Adolf III van Nassau-Wiesbaden (10 november 1443 – Wiesbaden, 6 juli 1511), Duits: Adolf III. Graf von Nassau-Wiesbaden, was graaf van Nassau-Wiesbaden, een deel van het graafschap Nassau. Hij werd in 1481 keizerlijk stadhouder van het graafschap Zutphen, en was tussen 1489 en 1492 stadhouder van het hertogdom Gelre en het graafschap Zutphen. In 1501 en sinds 1509 was hij kamerrechter bij het Rijkskamergerecht. Hij stamt uit de Walramse Linie van het Huis Nassau.

## Biografie
Adolf was de tweede zoon van graaf Johan van Nassau-Wiesbaden-Idstein en Maria van Nassau-Siegen, dochter van graaf Engelbrecht I van Nassau-Siegen en Johanna van Polanen.
Keizer Frederik III beleende Adolf op 5 juli 1473 te Niederbaden met Slot Heumen, een teruggevallen rijksleen.

### In dienst van MaximiliaanI
Keizer Frederik III wees Adolf in 1477 aan om met aartshertog Maximiliaan I naar de Nederlanden te reizen, waar deze de heerschappij overnam. Adolf werd in 1479 benoemd tot kamerheer, hofmaarschalk en hofmeester. Hij werd in 1481 keizerlijk stadhouder van het graafschap Zutphen en was tussen 1489 en 1492 stadhouder van het hertogdom Gelre en het graafschap Zutphen. Hij behoorde tot de engste kring rond Maximiliaan. Bij diens bevrijding uit de gevangenis in Brugge in 1488 heeft Adolf zich verdienstelijk gemaakt. Toen Karel van Gelre in 1492 gehuldigd werd als hertog van Gelre eindigde het stadhouderschap van Adolf. Zijn ambten gebruikte Adolf ook om zijn inkomsten te verbeteren. Nog jaren later eisten de Nederlanders schadevergoeding van hem.
Nadat Adolf naar het rijk was teruggekeerd, vertegenwoordigde hij Maximiliaan bij het koninklijk gerecht, onder andere in de geschillen tussen rijksstanden en in feodale vraagstukken. Toen de zoon van Maximiliaan, Filips ‘de Schone’, meerderjarig werd verklaard, heeft Maximiliaan onder meer Adolf weer naar de Nederlanden geroepen. Adolf zou voor een rijksgezinde politiek van Filips moeten zorgen. Maar al snel ondervond hij tegenwind van Fransgezinde raadsheren.

### Rijkspolitiek
Op de Rijksdag van Worms in 1495 was hij als koninklijk raadsheer aanwezig. Aan de ene kant was hij af en toe woordvoerder van Maximiliaan, aan de andere kant trachtte hij als rijksstand een positie tussen Maximiliaan en de standen in te nemen. Daardoor liep hij het misnoegen van Maximiliaan op.
Voor de verkoelde verhouding spreekt dat Adolf noch aan de Zwabische Oorlog in 1499, noch aan die tegen Gelre en de Palts in 1504 deelnam. Niet in de laatste plaats omdat Adolf een belangrijke rol in de rijksdag speelde, vermeed Maximiliaan een breuk. Tijdens de Rijksdag van Augsburg in 1500 stond Adolf aan de zijde van Berthold van Henneberg, de aartsbisschop en keurvorst van Mainz, en leidde zelfs een gezantschap van de rijksstanden naar Frankrijk. Adolf werd in 1501 door de standen tot hoogste kamerrechter bij het Rijkskamergerecht benoemd, maar hij moest dat ambt snel weer opgeven. De reden was het uitblijven van betaling.
Omdat het niet gelukt was om in rijksdienst zijn financiële situatie te verbeteren, trok Adolf zich in zijn eigen graafschap terug. In de volgende jaren, toen het geschil tussen keizer en standen zich toespitste, heeft hij kennelijk een koers tussen Maximiliaan en de aartsbisschop van Mainz gevaren. Ook omdat de standen hem materieel meer te bieden hadden, helde hij steeds meer naar die zijde over. Na de dood van de aartsbisschop neigde hij weer naar Maximiliaan. In 1509 nam hij opnieuw het ambt van hoogste kamerrechter op zich. Hij streed hardnekkig voor de instandhouding van de rechtbank. Daarbij speelde ook een rol dat hij op het salaris van 1000 gulden aangewezen was.

### Landsheer
Bij het overlijden van hun vader Johan in 1480 deelden Adolf en zijn jongste broer Filips de erfenis, Adolf werd graaf van Nassau-Wiesbaden, en Filips graaf van Nassau-Idstein.
Keizer Frederik III beleende Adolf op 16 augustus 1485 te Überlingen met de van zijn vader geërfde lenen, waaronder het recht om in Wiesbaden gouden en zilveren munten te laten slaan, en het recht om overal in zijn graafschap mijnen aan te leggen en naar ertsen en metalen te laten zoeken, zoals reeds zijn vader toegestaan was.
In de jaren 1484-1486 verbleef Adolf voornamelijk in zijn eigen graafschap. Als landsheer was hij nauw met de stad Wiesbaden, zijn vaste residentie, verbonden. Zo begon hij in 1488 met de nieuwbouw van de Mauritiuskerk aldaar, in 1507 met de ommuring van de stad en voerde hij nieuwbouw op de plaatselijke burcht door.
Bij het kinderloos overlijden van zijn broer Filips in 1509 erfde Adolf diens graafschap Nassau-Idstein.
Adolf overleed te Wiesbaden op 6 juli 1511 en werd opgevolgd door zijn zoon Filips I.

## Grafmonument

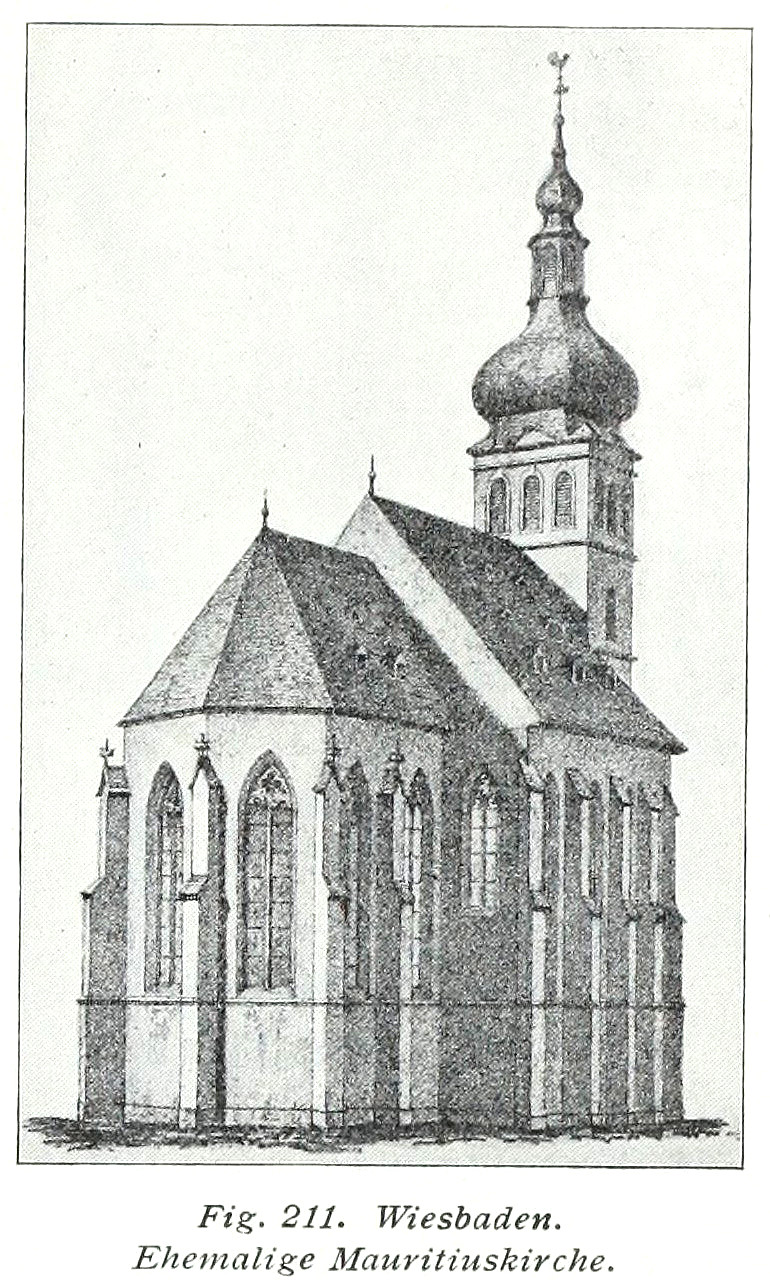
De Mauritiuskerk te Wiesbaden voor de brand in 1850

Adolf werd begraven in de Mauritiuskerk te Wiesbaden waar een grafmonument voor hem werd opgericht. Het monument van grijze zandsteen toonde onder een kielboog de figuur van de knielende graaf in volledig harnas, in aanbidding naar rechts gedraaid, de rozenkrans in de biddende aaneengesloten handen. Voor zijn knieën lagen de helm en de handschoenen van de graaf. Bij zijn hoofd bevonden zich twee naar binnen gerichte wapenschilden. In de sokkel flankeerden twee engelen als schildhouders de inscriptieplaat met de zevenregelige gedenk- en stichterinscriptie. De inscriptie luidde: “[MAGNIFICO E]T · GENEROSO [D(OMI)NO ADOLFO COMITI / IN NASSAV DO]MINO · IN WIS[BADE(N) ET ITSTEIN / CAESARIAE C]VRIAE · MAGIST[RO GELRHIAE ET / ZVTPHANIAE] LOCVMTENENTI · CAM(E)RAE IMP(ERIALIS) / IVDICI QVI VIX(IT) ANN(OS)] · LX[V]II · MEN(SES) · [.. DIES / XXVI O(BIIT) AN(N)O CRISTI M]D · XI · PRIDIE · N[ONAS IVLII / POSTERI VIRTVTIS ET GL]ORIAE · MONIM[ENTVM POSVERVNT]”.
De hoogwaardige graftombe vormde met die van de vrouw van de overledene, Margaretha van Hanau-Lichtenberg, een compositorische eenheid, maar kan echter nauwelijks samen met deze laatste gemaakt zijn; afgezien van het identieke ontwerp zijn er geen aanknopingspunten voor een late datering van het grafmonument van de gravin. In hun richting wenden de figuren zich naar het hoogaltaar respectievelijk het allerheiligste, waarmee ze overeenkomen met de voorstellingsvorm van de ‘Eeuwige Aanbidding’. Het werk werd lange tijd aan de Backoffen-Werkstatt in Mainz toegeschreven. Maar zowel de grafplaat als het iets (?) later gemaakte grafmonument kunnen ook zijn gemaakt door een andere werkplaats in Mainz, waarvan de naam niet bekend is, die rond 1500 en in de daaropvolgende jaren talrijke opdrachten uit het gebied van de Middenrijn heeft aangenomen. Hoewel de opdrachtgever niet genoemd wordt, is het waarschijnlijk dat graaf Filips I de opdracht gegeven heeft, die na de dood van zijn vader de heerschappij in Wiesbaden en Idstein overnam.

De Mauritiuskerk werd in 1850 door brand verwoest, daarbij gingen het grafmonument voor Adolf verloren. Slechts een klein blok met verminkte inscriptie met verticale breuklijn, is bewaard gebleven. Het is opgenomen in de Oudheidkundige Collectie Hertogdom Nassau van het Museum Wiesbaden. Het grafmonument is als tekening van Heinrich Dors afgebeeld in zijn in 1632 gepubliceerde Epitaphienbuch.

## Huwelijk en kinderen
Adolf was eerst verloofd met Adelheid van Mansfeld, een dochter van graaf Wolrad van Mansfeld, die echter voor de huwelijkssluiting overleed.
Adolf huwde op 20 juni 1484 met Margaretha van Hanau-Lichtenberg (15 mei 1463 – 26 mei 1504), dochter van graaf Filips I van Hanau-Lichtenberg en Anna van Lichtenberg. Uit dit huwelijk werden de volgende kinderen geboren:
1. Anna (jong overleden).
2. Maria Margaretha (Sonnenberg, 9 augustus 1487 – 2 maart 1548), huwde op 19 april 1501 met graaf Lodewijk I van Nassau-Weilburg (1473? – 28 mei 1523). Maria Margaretha en Lodewijk werden begraven in de Sint-Maartenskerk te Weilburg.
3. Anna (Leiden, 19 juli 1490 – 10 november 1550), huwde op 19 augustus 1506 met graaf Hendrik XXXI van Schwarzburg-Blankenburg (1473 – Nordhausen, 4 augustus 1526).
4. Filips I (Keulen, 26 april 1492 – Idstein, 6 juni 1558), volgde zijn vader op.

Keizer Frederik III bevestigde op 7 februari 1487 in Speyer de in de huwelijksovereenkomst tussen Adolf en Margaretha overeengekomen toewijzing van de rijkslenen slot en stad Wiesbaden als weduwengoed aan Margaretha.

## Voorouders
| Voorouders van Adolf III van Nassau-Wiesbaden | Voorouders van Adolf III van Nassau-Wiesbaden                                                 | Voorouders van Adolf III van Nassau-Wiesbaden                                               | Voorouders van Adolf III van Nassau-Wiesbaden                                             | Voorouders van Adolf III van Nassau-Wiesbaden                                             | Voorouders van Adolf III van Nassau-Wiesbaden                                             | Voorouders van Adolf III van Nassau-Wiesbaden                                             | Voorouders van Adolf III van Nassau-Wiesbaden                                             | Voorouders van Adolf III van Nassau-Wiesbaden                                             |
| --------------------------------------------- | --------------------------------------------------------------------------------------------- | ------------------------------------------------------------------------------------------- | ----------------------------------------------------------------------------------------- | ----------------------------------------------------------------------------------------- | ----------------------------------------------------------------------------------------- | ----------------------------------------------------------------------------------------- | ----------------------------------------------------------------------------------------- | ----------------------------------------------------------------------------------------- |
| Betovergrootouders                            | Adolf I van Nassau-Wiesbaden-Idstein (1307–1370) ⚭ 1332 Margaretha van Neurenberg (?–na 1382) | Johan I van Westerburg (?–1370) ⚭ vóór 1355 Kunigunde van Sayn (?–na 1383)                  | Rudolf VI van Baden (?–1372) ⚭ Mechtild van Sponheim (?–1407/10)                          | Lodewijk XI van Oettingen (?–1440) ⚭ Beatrix van Helfenstein (?–1385)                     | Otto II van Nassau-Siegen (ca. 1305–1350/51) ⚭ 1331 Adelheid van Vianden (?–1376)         | Adolf II van der Mark (?–1347) ⚭ 1332 Margaretha van Kleef (?–na 1348)                    | Jan II van Polanen (?–1378) ⚭ 1348 Oda van Horne (?–vóór 1353)                            | Johan II van Salm (?–na 1400) ⚭ na 1355 Philippa van Valkenburg (?–?)                     |
| Overgrootouders                               | Walram IV van Nassau-Wiesbaden-Idstein (1348/54–1393) ⚭ 1374 Bertha van Westerburg (?–1418)   | Walram IV van Nassau-Wiesbaden-Idstein (1348/54–1393) ⚭ 1374 Bertha van Westerburg (?–1418) | Bernhard I van Baden (1364–1431) ⚭ 1398 Anna van Oettingen (ca. 1380–1442)                | Bernhard I van Baden (1364–1431) ⚭ 1398 Anna van Oettingen (ca. 1380–1442)                | Johan I van Nassau-Siegen (ca. 1339–1416) ⚭ 1357 Margaretha van der Mark (?–1409)         | Johan I van Nassau-Siegen (ca. 1339–1416) ⚭ 1357 Margaretha van der Mark (?–1409)         | Jan III van Polanen (?–1394) ⚭ 1390 Odilia van Salm (?–1428)                              | Jan III van Polanen (?–1394) ⚭ 1390 Odilia van Salm (?–1428)                              |
| Grootouders                                   | Adolf II van Nassau-Wiesbaden-Idstein (1386–1426) ⚭ 1418 Margaretha van Baden (1404–1442)     | Adolf II van Nassau-Wiesbaden-Idstein (1386–1426) ⚭ 1418 Margaretha van Baden (1404–1442)   | Adolf II van Nassau-Wiesbaden-Idstein (1386–1426) ⚭ 1418 Margaretha van Baden (1404–1442) | Adolf II van Nassau-Wiesbaden-Idstein (1386–1426) ⚭ 1418 Margaretha van Baden (1404–1442) | Engelbrecht I van Nassau-Siegen (ca. 1370–1442) ⚭ 1403 Johanna van Polanen (1392–1445)    | Engelbrecht I van Nassau-Siegen (ca. 1370–1442) ⚭ 1403 Johanna van Polanen (1392–1445)    | Engelbrecht I van Nassau-Siegen (ca. 1370–1442) ⚭ 1403 Johanna van Polanen (1392–1445)    | Engelbrecht I van Nassau-Siegen (ca. 1370–1442) ⚭ 1403 Johanna van Polanen (1392–1445)    |
| Ouders                                        | Johan van Nassau-Wiesbaden-Idstein (1419–1480) ⚭ 1437 Maria van Nassau-Siegen (1418–1472)     | Johan van Nassau-Wiesbaden-Idstein (1419–1480) ⚭ 1437 Maria van Nassau-Siegen (1418–1472)   | Johan van Nassau-Wiesbaden-Idstein (1419–1480) ⚭ 1437 Maria van Nassau-Siegen (1418–1472) | Johan van Nassau-Wiesbaden-Idstein (1419–1480) ⚭ 1437 Maria van Nassau-Siegen (1418–1472) | Johan van Nassau-Wiesbaden-Idstein (1419–1480) ⚭ 1437 Maria van Nassau-Siegen (1418–1472) | Johan van Nassau-Wiesbaden-Idstein (1419–1480) ⚭ 1437 Maria van Nassau-Siegen (1418–1472) | Johan van Nassau-Wiesbaden-Idstein (1419–1480) ⚭ 1437 Maria van Nassau-Siegen (1418–1472) | Johan van Nassau-Wiesbaden-Idstein (1419–1480) ⚭ 1437 Maria van Nassau-Siegen (1418–1472) |